# Adams-Nunatak
Der Adams-Nunatak ist ein Nunatak auf der Südseite des Neptun-Gletschers auf der westantarktischen Alexander-I.-Insel. Er ragt etwa 10 km westlich der Cannonball-Kliffs auf.
Kartiert wurde er vom Direktorium für Übersee-Vermessungen des britischen Ordnance Survey mithilfe von Satellitenaufnahmen der NASA für den United States Geological Survey. Das UK Antarctic Place-Names Committee benannte ihn in Verbindung mit dem Neptun-Gletscher nach dem britischen Mathematiker John Couch Adams (1819–1892), dem der Nachweis der Existenz des Planeten Neptun gelang.